# Oecetis osteni
Oecetis osteni är en nattsländeart som beskrevs av Milne 1934. Oecetis osteni ingår i släktet Oecetis och familjen långhornssländor. Inga underarter finns listade i Catalogue of Life.